# Eurytoma sepulta
Eurytoma sepulta är en stekelart som beskrevs av Charles Thomas Brues 1910. Eurytoma sepulta ingår i släktet Eurytoma och familjen kragglanssteklar. Inga underarter finns listade i Catalogue of Life.